# Sunday Ibrahim
Sunday Ibrahim (ur. 20 grudnia 1980 roku w Ibadanie) – nigeryjski piłkarz grający na pozycji pomocnika.

## Kariera
Wychowanek Greater Tomorrow. Następnie grał w Liberty Boys. W 1995 grał w Nigerdock Lagos. W 1996 grał w Eagle Cement, gdzie rozegrał 26 meczów i strzelił 4 bramki. W 1997 powrócił do Nigerdock Lagos. W 1998 z Nigerii przyjechał do Polski. Od 1998 do 2002 występował w Wiśle Kraków. Strzelił 3 bramki w 44 spotkaniach. Jego debiut w polskiej ekstraklasie miał miejsce w dniu 28 marca 1998 roku w wygranym przez Wisłę Kraków meczu z drużyną KSZO Ostrowiec Świętokrzyski 0:1. Następnie grał w barwach KSZO Ostrowiec Świętokrzyski. Później grał w rezerwach Wisły. Później grał w Chinach i Norwegii, a następnie wrócił do Polski. Grał w Zagłębiu Lubin, a następnie w Hutniku Kraków. Po 13 meczach przeniósł się do Stilonu Gorzów. Jednak działacze zrezygnowali z niego. W 2009 roku podpisał kontrakt ze Stalą Rzeszów. Rozegrał w Stali 6 meczów.